# Южная Георгия и Южные Сандвичевы Острова
Ю́жная Гео́ргия и Ю́жные Са́ндвичевы Острова́ (англ. South Georgia and the South Sandwich Islands) — островные территории в Южной Атлантике. Принадлежат Великобритании с 1775 года (Южная Георгия) и 1908 года (Южные Сандвичевы острова) и имеют статус заморской территории. Территориальная принадлежность островов оспаривается Аргентиной соответственно с 1927 и 1938 гг. Территории принадлежал домен .gs.

## Этимология
Остров Южная Георгия был открыт в 1675 году, но положение острова было определено неточно и название в то время не присвоено. В 1775 году этот остров вторично обнаружил британский мореплаватель Джеймс Кук, который назвал его «Южная Георгия» (англ. South Georgia) в честь царствовавшего в то время английского короля Георга III. Во время этой же экспедиции 1775 года Кук обнаружил западные берега Южных Сандвичевых Островов, но не смог установить островной характер этой территории и назвал их «Земля Сэндвича», в честь Джона Монтегю, графа Сэндвича (1712—1792), в то время — первого лорда Адмиралтейства. Островной характер территории установила лишь экспедиция Ф. Ф. Беллинсгаузена и М. П. Лазарева в январе 1820 года. Русские моряки произвели опись территории и, сохранив название, данное Куком, несколько уточнили его — «Южные Сандвичевы острова» (англ. South Sandwich Islands), что образовало пару с названием Сандвичевых островов в центральной части Тихого океана (теперь — Гавайские острова), также присвоенным Куком.

## География

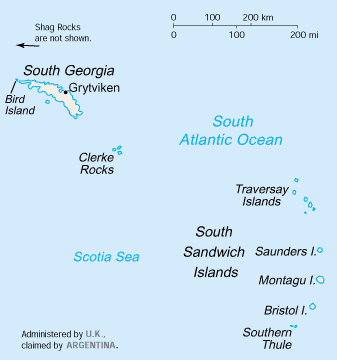
Южная Георгия и Южные Сандвичевы острова — карта

Площадь территории составляет 4066 км², число постоянных жителей около 30, плотность населения 0,01 чел./км2. 
Управляется специальным уполномоченным, офис которого расположен в Стэнли. Правительство «поддерживает постоянное присутствие» на научной станции Кинг-Эдуард-Пойнте.
Территория включает в себя остров Южная Георгия с окружающими его островками, архипелаг Южные Сандвичевы острова, а также группы скал Шаг, Клерк и отдельно расположенную скалу Блэк-Рок.

## Южная Георгия

Южная Георгия

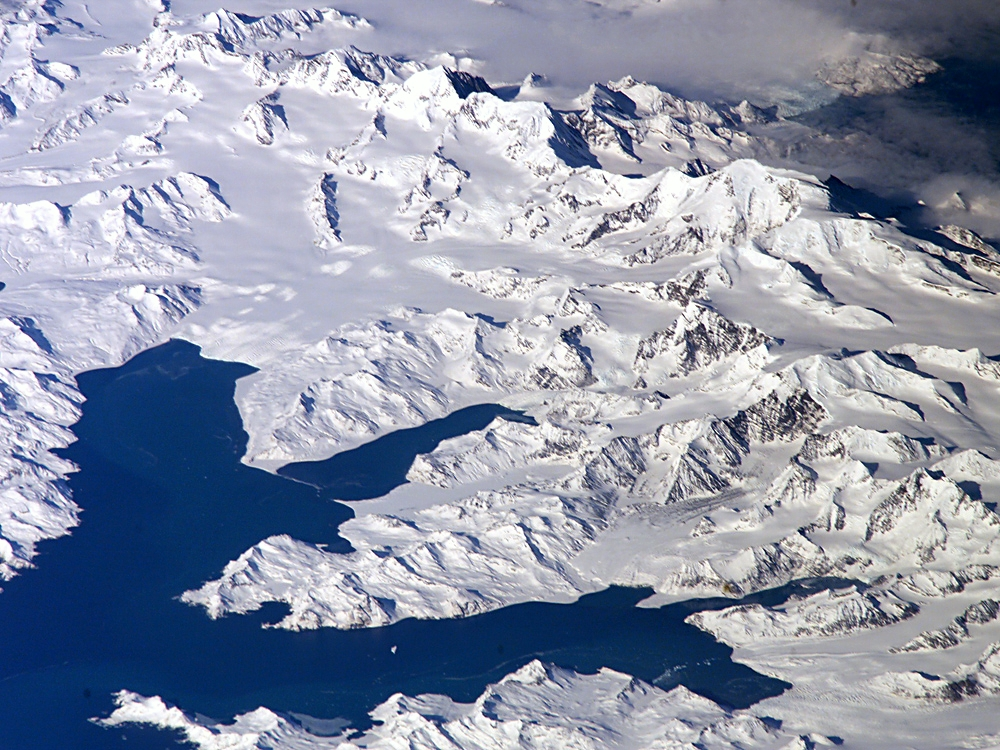
Залив Кэмберленд, полуостров Тэтчер, Кинг-Эдуард-Пойнт и Грютвикен

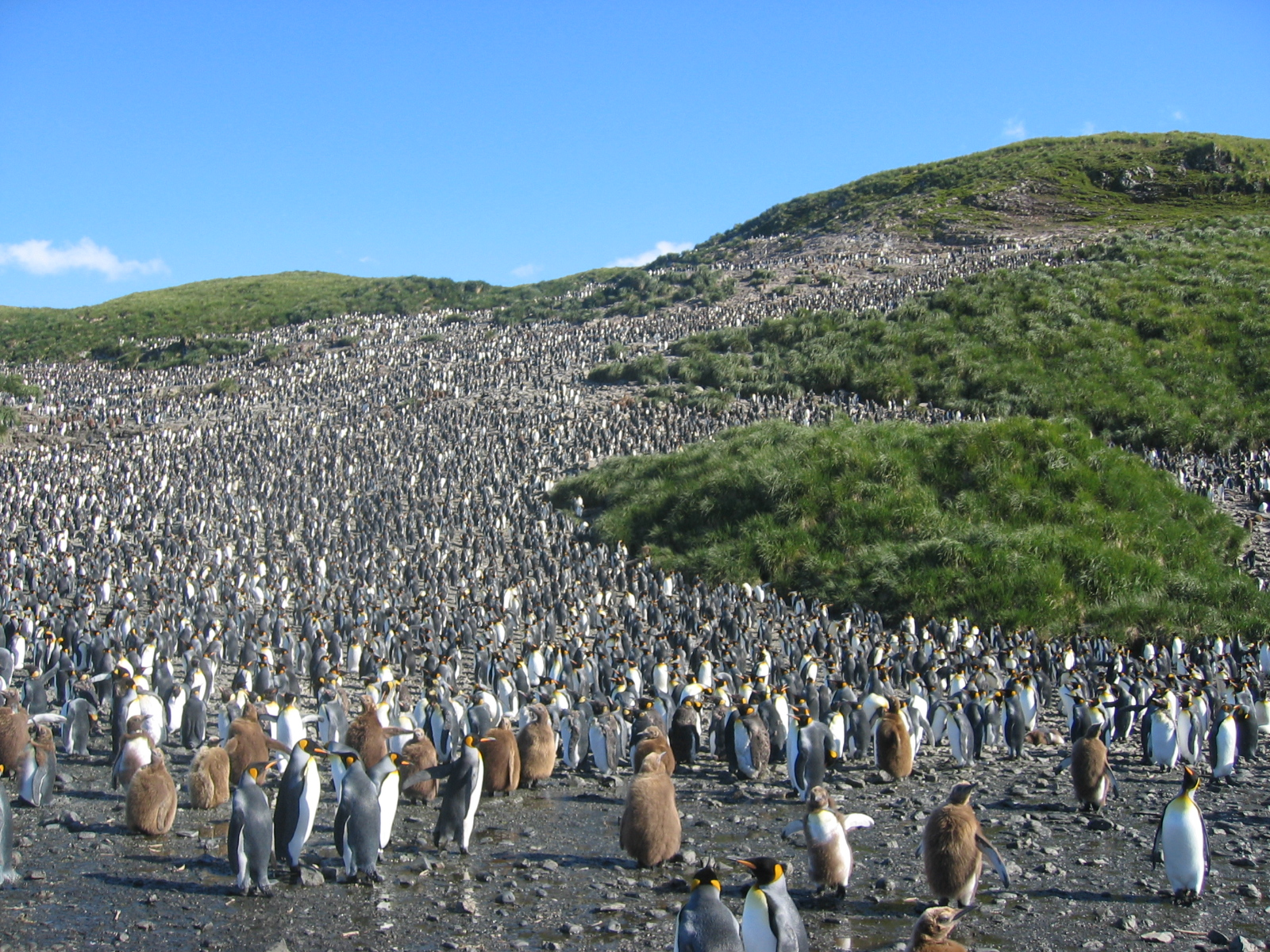
Гигантская колония королевских пингвинов на равнине Солсбери Южной Георгии

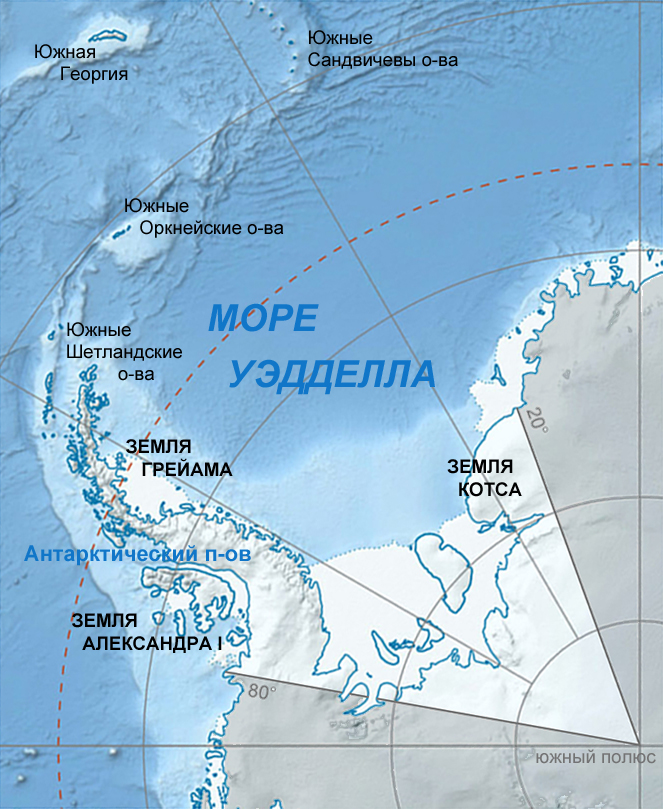
Южная Георгия, Южные Сандвичевы острова и Британская антарктическая территория

Южная Георгия — архипелаг в Южной Атлантике. Состоит из одного большого острова и множества мелких. Площадь суши архипелага — 3756 км².
Открыт английским торговцем Антони де ла Роше в 1675 г. Впервые исследован и картографирован знаменитым мореплавателем Джеймсом Куком в 1775 г. Юго-западное побережье обследовано русской экспедицией Беллинсгаузена и Лазарева (остров Анненкова, мыс Порядина и др.). В XVIII и XIX веках на островах обитали английские и американские охотники на тюленей.
Постоянные поселения — посёлок Грютвикен, а также британские научные станции Кинг-Эдуард-Пойнт и Бэрд-Айланд. Грютвикен ранее был китобойной базой, с 1982 по 2001 г. — небольшой военный гарнизон, сейчас реставрируются некоторые сооружения бывшей китобойной базы в качестве туристических достопримечательностей, работает Южногеоргийский музей. В зависимости от сезона, на острове проживает от 20 до 50 человек. Летом образуются временные базы научных экспедиций, насчитывающие несколько десятков человек.

## Южные Сандвичевы острова

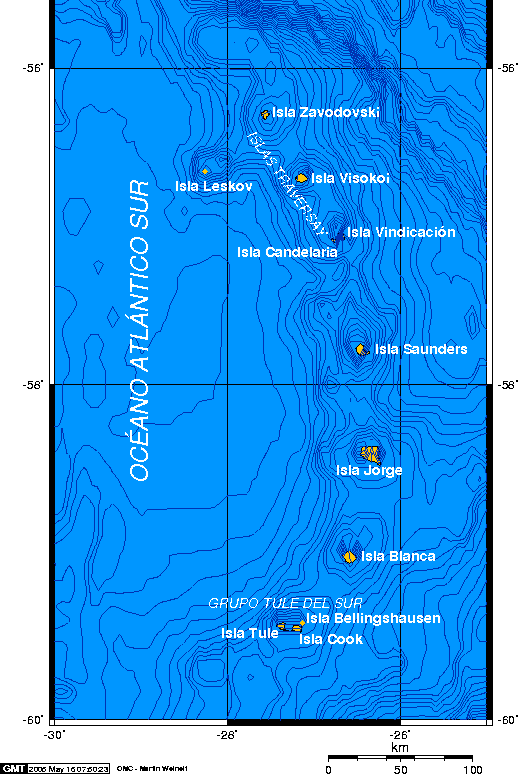
Южные Сандвичевы острова

Субантарктический архипелаг к юго-востоку от Южной Георгии, состоящий из нескольких небольших островов. Находится в Южной части Атлантического океана (или в Южном океане, в случае выделения последнего). Площадь суши архипелага — 310 км².
Архипелаг расположен вдоль Южно-Сандвичевого жёлоба и является частью Южно-Антильского хребта. Сложены в основном молодыми вулканическими породами. Высшая точка — Белинда (гора) (1372 м) на Монтегю, крупнейшем острове архипелага.
Климат субантарктический, погода ветреная, пасмурная с частыми осадками в течение всего года.
Первое исследование датировано 1775 годом во время экспедиции Дж. Кука, открывшей западный берег и назвавшей его Землёй Сандвича. В 1819 году островной характер этого объекта был установлен русской экспедицией Беллинсгаузена и Лазарева, давшей архипелагу название Южные Сандвичевы острова.
Постоянное население отсутствует, летом острова посещают научные экспедиции.

## Скалы Шаг
Небольшие голые скалы, едва выступающие из воды. Находятся на середине пути от Южной Георгии до Фолклендских островов.
Ничем внешне не примечательны, но существует миф, что на них потерпел крушение испанский галеон с золотом (скалы названы как Острова Авроры). Посланные экспедиции пока не обнаружили никаких подтверждений этой легенды.
Скалы Шаг по описанию мало напоминают Острова Аврора, но их количество и географические координаты почти совпадают. А так как легендам свойственно преувеличение, то существует возможность, что описанные острова и есть скалы Шаг.
Площадь скал примерно 0,02 км².